# AMC-10
O AMC-10 (anteriormente conhecido por GE-10) foi um satélite de comunicação geoestacionário construído pela Lockheed Martin, que esteve localizado na posição orbital de 135 graus de longitude oeste e foi operado inicialmente pela GE Americom e, posteriormente pela SES World Skies, divisão da SES. O satélite foi baseado na plataforma A2100A e sua expectativa de vida útil era de 15 anos.

## História
O nome original do satélite era GE-10, mas como os satélites GE foram renomeados para AMC após a compra da GE Americom pela SES, o mesmo foi renomeado para AMC-10.
O AMC-10 pesa 2,2 tonelada (com combustível) o mesmo carrega 24 transponders em banda C para fornecer áudio, vídeo e internet de banda larga e comunicações para o território continental dos EUA, o Alasca e no Caribe após o estacionamento a 137 graus de longitude oeste.

## Lançamento
O satélite foi lançado com sucesso ao espaço no dia 5 de fevereiro de 2004, às 23:46 UTC, por meio de um veículo Atlas-2AS, que foi lançado a partir da Estação da Força Aérea de Cabo Canaveral, na Flórida, EUA. Ele tinha uma massa de lançamento de 2.315 kg.

## Capacidade e cobertura
O AMC-10 era equipado com 24  em banda C para prestação de serviços de telecomunicações à América do Norte, América Central, Havaí e Caribe.